# Tasmanian International 1999 - Qualificazioni singolare
Le qualificazioni del singolare  del Tasmanian International 1999 sono state un torneo di tennis preliminare per accedere alla fase finale della manifestazione. I vincitori dell'ultimo turno sono entrati di diritto nel tabellone principale. In caso di ritiro di uno o più giocatori aventi diritto a questi sono subentrati i lucky loser, ossia i giocatori che hanno perso nell'ultimo turno ma che avevano una classifica più alta rispetto agli altri partecipanti che avevano comunque perso nel turno finale.

## Giocatrici

### Teste di serie
1. Kristina Brandi (ultimo turno, Lucky Loser)
2. Jana Nejedly (ultimo turno)
3. Kristie Boogert (secondo turno)
4. Pavlina Stoyanova (primo turno)

1. Émilie Loit (secondo turno)
2. Els Callens (qualificata)
3. Yuka Yoshida (secondo turno)
4. Karin Miller (primo turno)

### Qualificate
1. Samantha Reeves
2. Nana Miyagi

1. Maureen Drake
2. Els Callens

#### Lucky Losers
1. Kristina Brandi

## Tabellone qualificazioni

### Legenda
| - Q = Qualificato - WC = Wild card - LL = Lucky loser | - ALT = Alternate - SE = Special Exempt - PR = Protected Ranking | - w/o = Walkover - r = Ritirato - d = Squalificato |

### Sezione 1
|  | Primo turno       | Primo turno       | Primo turno       | Primo turno | Primo turno |  |  | Secondo turno | Secondo turno    | Secondo turno    | Secondo turno   | Secondo turno |   |   | Ultimo turno | Ultimo turno    | Ultimo turno | Ultimo turno | Ultimo turno |  |
|  |                   |                   |                   |             |             |  |  |               |                  |                  |                 |               |   |   |              |                 |              |              |              |  |
|  | 1                 | Kristina Brandi   | Kristina Brandi   | 6           | 6           |  |  |               |                  |                  |                 |               |   |   |              |                 |              |              |              |  |
|  |                   | Patricia Wartusch | Patricia Wartusch | 2           | 3           |  |  | 1             | Kristina Brandi  | Kristina Brandi  | 6               | 6             |   |   |              |                 |              |              |              |  |
|  | Aleksandra Olsza  | Aleksandra Olsza  | 6                 | 3           |             |  |  |               | Aleksandra Olsza | Aleksandra Olsza | 3               | 2             |   |   |              |                 |              |              |              |  |
|  | Laurence Courtois | Laurence Courtois | 1                 | 0           | r           |  |  |               |                  |                  |                 |               |   |   | 1            | Kristina Brandi | 6            | 3            | 3            |  |
|  | Samantha Reeves   | Samantha Reeves   | 4                 | 7           | 6           |  |  |               |                  |                  | Samantha Reeves | 2             | 6 | 6 |              |                 |              |              |              |  |
|  | Lea Ghirardi      | Lea Ghirardi      | 6                 | 63          | 2           |  |  |               | Samantha Reeves  | Samantha Reeves  | 7               | 7             |   |   |              |                 |              |              |              |  |
|  |                   | Lenka Němečková   | Lenka Němečková   | 4           | 64          |  |  | 5             | Émilie Loit      | Émilie Loit      | 63              | 5             |   |   |              |                 |              |              |              |  |
|  | 5                 | Émilie Loit       | Émilie Loit       | 6           | 7           |  |  |               |                  |                  |                 |               |   |   |              |                 |              |              |              |  |

### Sezione 2
|  | Primo turno         | Primo turno         | Primo turno         | Primo turno | Primo turno |  |  | Secondo turno | Secondo turno       | Secondo turno | Secondo turno | Secondo turno |   |   | Ultimo turno        | Ultimo turno        | Ultimo turno        | Ultimo turno | Ultimo turno |  |
|  |                     |                     |                     |             |             |  |  |               |                     |               |               |               |   |   |                     |                     |                     |              |              |  |
|  | 3                   | Kristie Boogert     | Kristie Boogert     | 6           | 7           |  |  |               |                     |               |               |               |   |   |                     |                     |                     |              |              |  |
|  |                     | Tina Križan         | Tina Križan         | 4           | 5           |  |  | 3             | Kristie Boogert     | 3             | 7             | 1             |   |   |                     |                     |                     |              |              |  |
|  | Gloria Pizzichini   | Gloria Pizzichini   | Gloria Pizzichini   | 4           | 4           |  |  |               | Alexandra Stevenson | 6             | 65            | 6             |   |   |                     |                     |                     |              |              |  |
|  | Alexandra Stevenson | Alexandra Stevenson | Alexandra Stevenson | 6           | 6           |  |  |               |                     |               |               |               |   |   | Alexandra Stevenson | Alexandra Stevenson | Alexandra Stevenson | 4            | 1            |  |
|  | Nana Miyagi         | Nana Miyagi         | Nana Miyagi         | 6           | 6           |  |  |               |                     | Nana Miyagi   | Nana Miyagi   | Nana Miyagi   | 6 | 6 |                     |                     |                     |              |              |  |
|  | Lilia Osterloh      | Lilia Osterloh      | Lilia Osterloh      | 3           | 3           |  |  | Nana Miyagi   | Nana Miyagi         | 6             | 1             | 6             |   |   |                     |                     |                     |              |              |  |
|  |                     | Brie Rippner        | Brie Rippner        | 6           | 6           |  |  | Brie Rippner  | Brie Rippner        | 4             | 6             | 1             |   |   |                     |                     |                     |              |              |  |
|  | 8                   | Karin Miller        | Karin Miller        | 3           | 3           |  |  |               |                     |               |               |               |   |   |                     |                     |                     |              |              |  |

### Sezione 3
|  | Primo turno                | Primo turno                | Primo turno                | Primo turno | Primo turno |  |  | Secondo turno | Secondo turno   | Secondo turno | Secondo turno | Secondo turno |   |   | Ultimo turno    | Ultimo turno    | Ultimo turno | Ultimo turno | Ultimo turno |  |
|  |                            |                            |                            |             |             |  |  |               |                 |               |               |               |   |   |                 |                 |              |              |              |  |
|  | 7                          | Yuka Yoshida               | Yuka Yoshida               | 6           | 6           |  |  |               |                 |               |               |               |   |   |                 |                 |              |              |              |  |
|  | WC                         | Danielle Jones             | Danielle Jones             | 1           | 1           |  |  | 7             | Yuka Yoshida    | 64            | 6             | 3             |   |   |                 |                 |              |              |              |  |
|  | Jolene Watanabe            | Jolene Watanabe            | Jolene Watanabe            | 6           | 6           |  |  |               | Jolene Watanabe | 7             | 2             | 6             |   |   |                 |                 |              |              |              |  |
|  | Conchita Martínez Granados | Conchita Martínez Granados | Conchita Martínez Granados | 1           | 0           |  |  |               |                 |               |               |               |   |   | Jolene Watanabe | Jolene Watanabe | 4            | 7            | 3            |  |
|  | Julia Abe                  | Julia Abe                  | 6                          | 3           | 4           |  |  |               |                 | Maureen Drake | Maureen Drake | 6             | 5 | 6 |                 |                 |              |              |              |  |
|  | Rita Kuti-Kis              | Rita Kuti-Kis              | 4                          | 6           | 6           |  |  | Rita Kuti-Kis | Rita Kuti-Kis   | 4             | 7             | 2             |   |   |                 |                 |              |              |              |  |
|  |                            | Maureen Drake              | Maureen Drake              | 6           | 6           |  |  | Maureen Drake | Maureen Drake   | 6             | 65            | 6             |   |   |                 |                 |              |              |              |  |
|  | 4                          | Pavlina Stoyanova          | Pavlina Stoyanova          | 1           | 1           |  |  |               |                 |               |               |               |   |   |                 |                 |              |              |              |  |

### Sezione 4
|  | Primo turno        | Primo turno        | Primo turno        | Primo turno | Primo turno |  |  | Secondo turno | Secondo turno     | Secondo turno | Secondo turno | Secondo turno |   |   | Ultimo turno | Ultimo turno | Ultimo turno | Ultimo turno | Ultimo turno |  |
|  |                    |                    |                    |             |             |  |  |               |                   |               |               |               |   |   |              |              |              |              |              |  |
|  | 6                  | Els Callens        | Els Callens        | 78          | 6           |  |  |               |                   |               |               |               |   |   |              |              |              |              |              |  |
|  |                    | Barbara Schwartz   | Barbara Schwartz   | 6           | 4           |  |  | 6             | Els Callens       | 5             | 6             | 6             |   |   |              |              |              |              |              |  |
|  | Christína Papadáki | Christína Papadáki | Christína Papadáki | 4           | 1           |  |  |               | Francesca Lubiani | 7             | 1             | 4             |   |   |              |              |              |              |              |  |
|  | Francesca Lubiani  | Francesca Lubiani  | Francesca Lubiani  | 6           | 6           |  |  |               |                   |               |               |               |   |   | 6            | Els Callens  | Els Callens  | 6            | 6            |  |
|  | WC                 | Amanda Grahame     | Amanda Grahame     | 3           | 2           |  |  |               |                   | 2             | Jana Nejedly  | Jana Nejedly  | 3 | 2 |              |              |              |              |              |  |
|  | WC                 | Cindy Watson       | Cindy Watson       | 6           | 6           |  |  | WC            | Cindy Watson      | 5             | 6             | 4             |   |   |              |              |              |              |              |  |
|  | WC                 | Lisa McShea        | Lisa McShea        | 1           | 2           |  |  | 2             | Jana Nejedly      | 7             | 4             | 6             |   |   |              |              |              |              |              |  |
|  | 2                  | Jana Nejedly       | Jana Nejedly       | 6           | 6           |  |  |               |                   |               |               |               |   |   |              |              |              |              |              |  |